# Aaiha
Aaiha of Aiha (Arabisch: ايحه) is een dorp en gemeente in Libanon. De locatie is in de wijk Rashaya en ten zuiden van de Beka gouvernement. Het is gelegen tussen Rachaya en een plaats genaamd Kfar Qouq. De Romeinse tempel in Aaiha werd gebouwd in het jaar 92 na Chr.